# Bùi Diễm
Bùi Diễm, né le 1er octobre 1923 et mort le 24 octobre 2021, est un diplomate vietnamien qui a occupé le poste d'ambassadeur du Viêt Nam du Sud aux États-Unis pendant une période critique de l'histoire, notamment pendant la guerre du Viêt Nam. Il était considéré comme un allié proche du président du Viêt Nam du Sud, Ngô Đình Diệm.